# Historia Żydów w Kłodzku

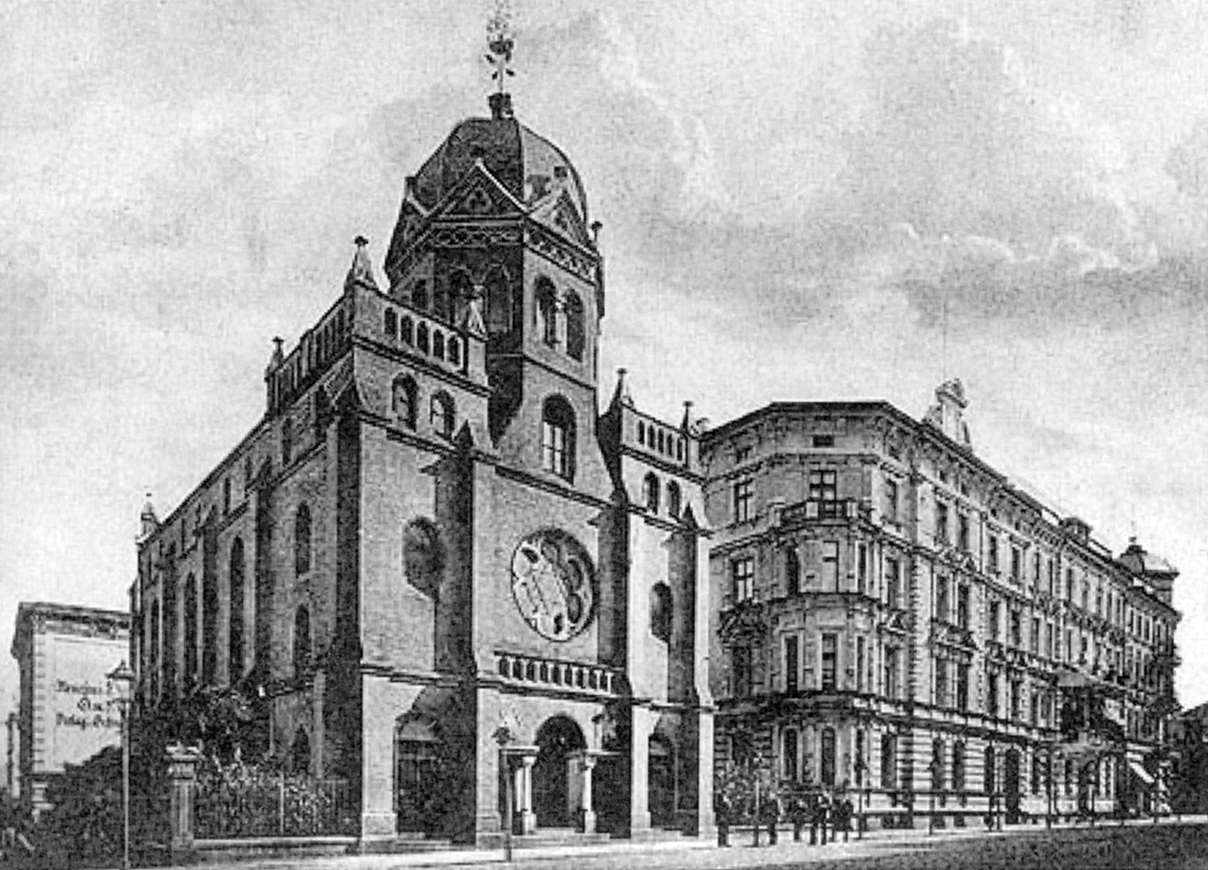
Synagoga w Kłodzku

Historia Żydów w Kłodzku – historii Żydów na Dolnym Śląsku towarzyszyły okresy wzmożonych prześladowań i względnej tolerancji ze strony aktualnie panujących. Żydzi na Śląsku pojawili się w średniowieczu, co wiązało się z rozkwitem gospodarczym tego regionu Polski. Wpłynęło na to także pogarszające się warunki wobec tej mniejszości narodowej w Europie Zachodniej.

## Żydzi niemieccy

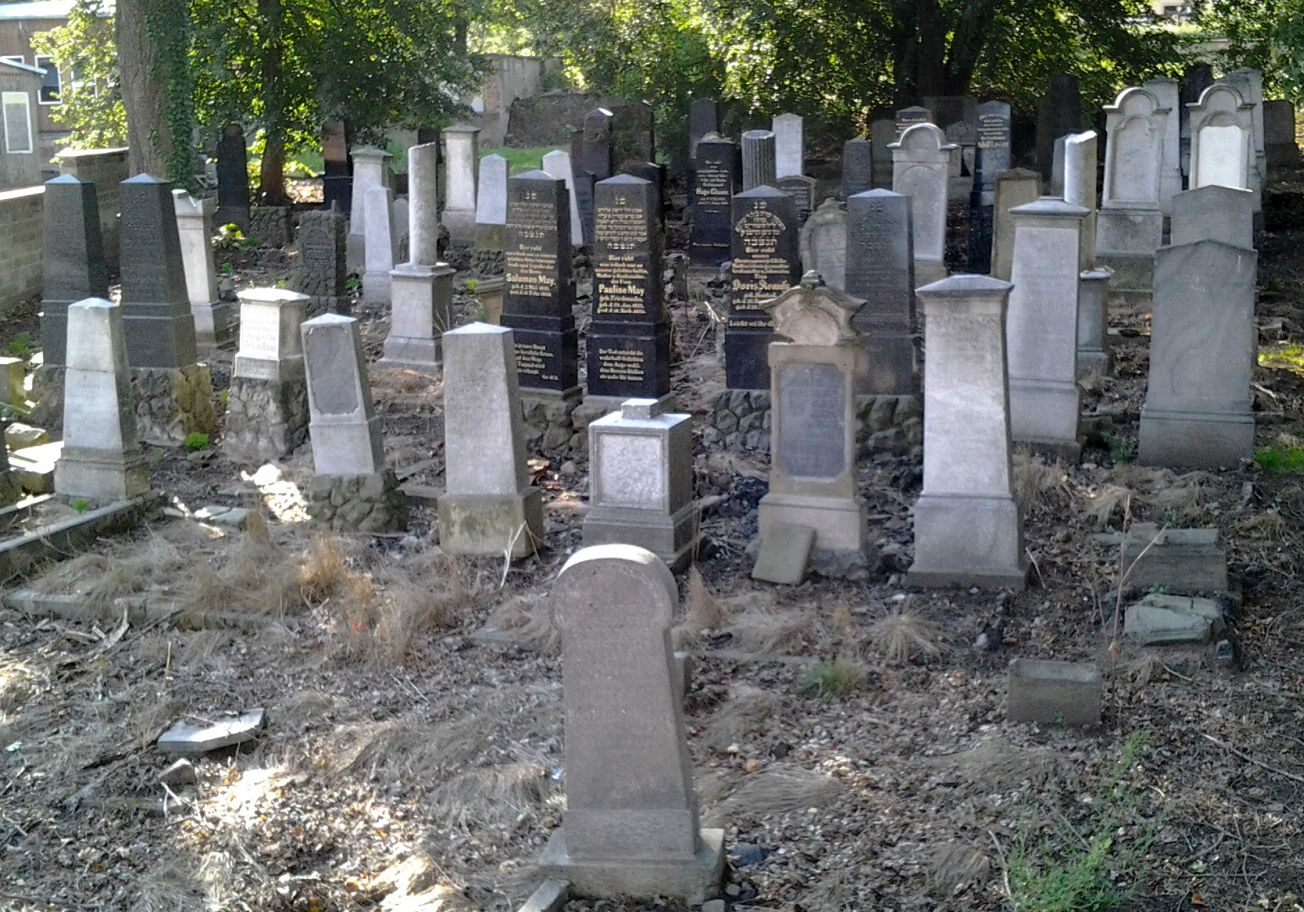
Cmentarz żydowski w Kłodzku

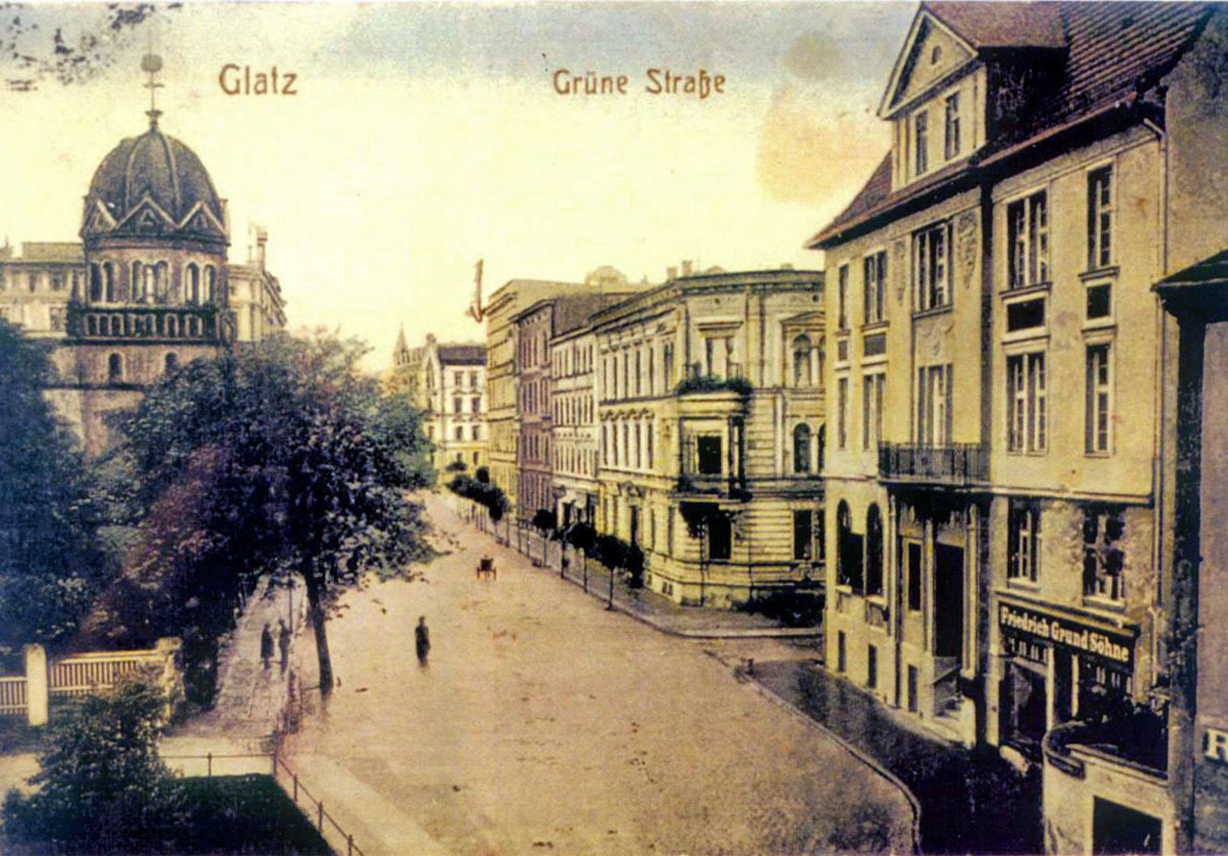
Glatz, Grüne Straße (Kłodzko, ul. Wojska Polskiego)

Kłodzko było jednym z pierwszych śląskich miast, w którym pojawiła się społeczność żydowska, ponieważ przybyli oni tu już w XIV w. Ich pobyt udokumentowały księgi miejskie z tego okresu. Dowodzą one, iż Żydzi bardzo mocno wpisali się w społeczeństwo Kłodzka. Byli właścicielami domów, posiadali własną szkołę, prowadzili swoje interesy, a przy tym cieszyli się tolerancją i przychylnością miejscowych władz.
Na zmianę tego stanowiska wpłynęły cieszące się ogromną popularnością na Śląsku, w tym na ziemi kłodzkiej kazania Jana Kapistrana, które doprowadziły do wystąpień antysemickich. Zmusiły one kłodzkich Żydów do opuszczenia miast w XV w. Nie byli oni mile widziani w hrabstwie kłodzkim, a jeśli tu się pojawiali, to tylko przejazdem w celach handlowych.
Oficjalnie Żydzi wrócili do Kłodzka po 1812 r. na mocy wydanego przez Fryderyka Wilhelma III Hohenzollerna edyktu emancypacyjnego, który dawał im pełnię praw obywatelskich w Prusach. Ponadto mogli żyć zgodnie z własną tradycją, gdzie niezbędna do funkcjonowania społeczności żydowskiej jest gmina (gmina żydowska) o kompetencjach społeczno-religijnych. Gmina utrzymywała zbudowaną w 1885 r. synagogę, cmentarz, mykwę i bractwo pogrzebowe Chewra Kadisza. Mimo tego społeczność żydowska zaczęła asymilować się z resztą mieszkańców, co wpłynęło na rozwój intelektualny i status majątkowy mniejszości żydowskiej. Żydzi – obywatele Niemiec walczyli podczas I wojny światowej w obronie swojej ojczyzny. Kres odradzającemu się po wojnie kłodzkiemu żydostwu położyły rządy nazistowskie.
Antyżydowskie uchwały (ustawy norymberskie), propaganda oraz wydarzenia nocy kryształowej 9 listopada 1938 r., w tym spalenie synagogi, skłoniły część żydowskich mieszkańców do emigracji. Z kolei ci, którzy nie uciekli, wkrótce zostali deportowani do obozów koncentracyjnych.

## Żydzi polscy
Po zakończeniu II wojny światowej do Kłodzka przybyli kolejni żydowscy osadnicy, tym razem ze środkowej Polski, pisząc swoisty epilog do dziejów ludności żydowskiej w Rzeczypospolitej. Trudno jednak mówić o odrodzeniu żydowskiego skupiska, ponieważ tylko nieliczni znaleźli dla siebie tu miejsce. Większość z nich nie czuła się tu bezpiecznie. Świadomość, że mieliby żyć w miejscu kaźni współbraci, w obcym otoczeniu wśród w większości nieprzyjaznych repatriantów zza Bugu kazała im opuszczać te strony, gdy tylko nadarzyła się taka możliwość. Jednak nie wszyscy Żydzi przybywający na Ziemie Odzyskane chcieli emigrować. Ci, którzy zdecydowali się tu pozostać, stworzyli dla siebie podstawy życia społecznego, politycznego i gospodarczego. Dziś w Kłodzku i okolicach pozostało zaledwie parę osób, które utożsamiają się z żydowskim pochodzeniem, działając w żydowskich organizacjach.

## Upamiętnienie

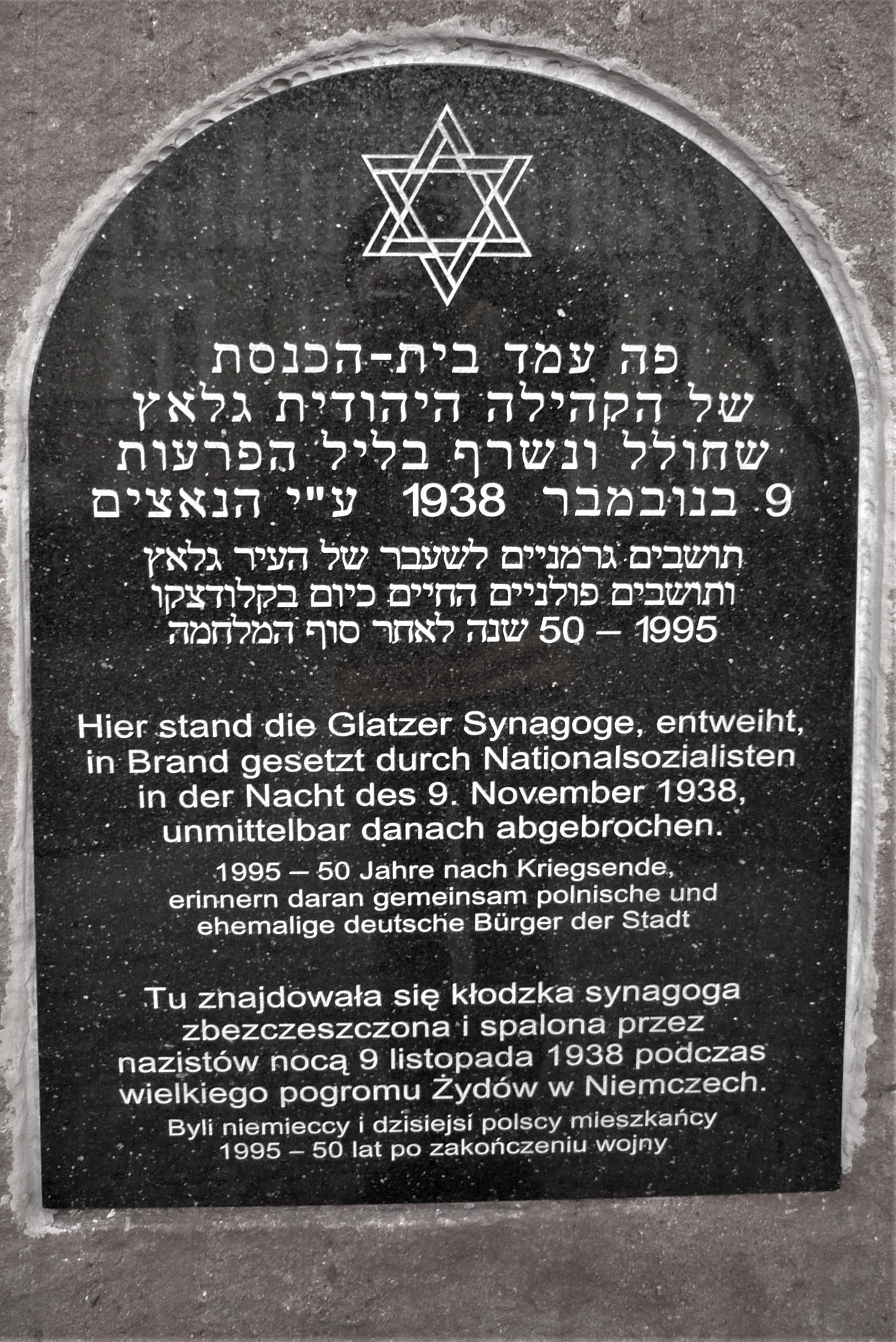
Tablica na kamieniu pamiątkowym w miejscu synagogi

W 1995 roku upamiętniono kłodzką synagogę, odsłaniając w miejscu, gdzie stała, kamień pamiątkowy z jej wizerunkiem oraz treścią w trzech językach polskim, niemieckim i hebrajskim:

Tu znajdowała się kłodzka synagoga
zbezczeszczona i spalona przez
nazistów nocą 9 listopada 1938 podczas
wielkiego pogromu Żydów w Niemczech.
Byli niemieccy i dzisiejsi polscy mieszkańcy
1995 – 50 lat po zakończeniu wojny
Od kilku lat osoby zainteresowane dziedzictwem kulturowym i historią Kłodzka, organizują upamiętnienia rocznicy „nocy kryształowej”.
W latach 2015–2016 niemiecki artysta rzeźbiarz Gerhard Roese wykonał model synagogi z odlewu aluminium. Zebrane materiały, plany i szkice, wraz z opisem i zdjęciami z dnia spalenia obiektu opublikował w albumie Decalogue on Fire. Zostały one także eksponowane w 2018 na wystawie w muzeum Topografia Terroru w Berlinie oraz opublikowane w katalogu wystawy „Kristallnacht”. Artysta założył na Facebooku grupę Glatz – Der Dekalog in Flammen, mającą polski odpowiednik Kłodzka synagoga. Dekalog w płomieniach.
W maju 2018 artysta przekazał rzeźbę w darze miastu Kłodzku. Jest ona eksponowana w Muzeum Ziemi Kłodzkiej. W przeddzień 80. rocznicy „nocy pogromu” 8 listopada 2018 w MZK odbyło się upamiętnienie synagogi pod nazwą Synagoga reviva.